# Katarzyna Broniatowska
Katarzyna Broniatowska (née le 22 février 1990) est une athlète polonaise, spécialiste des courses de demi-fond.

## Biographie
Elle remporte la médaille de bronze du 1 500 m lors des Championnats d'Europe en salle 2013, à Göteborg, terminant derrière la Suédoise Abeba Aregawi et l'Espagnole Isabel Macías.

## Palmarès
| Date | Compétition                    | Lieu     | Résultat | Épreuve   | Temps          |
| ---- | ------------------------------ | -------- | -------- | --------- | -------------- |
| 2011 | Championnats d'Europe espoirs  | Ostrava  | 3e       | 1 500 m   | 4 min 22 s 06  |
| 2013 | Championnats d'Europe en salle | Göteborg | 3e       | 1 500 m   | 4 min 14 s 30  |
| 2015 | Championnats d'Europe en salle | Prague   | 4e       | 1 500 m   | 4 min 12 s 71  |
| 2015 | Relais mondiaux de l'IAAF      | Nassau   | 2e       | 4 × 800 m | 8 min 11 s 36  |
| 2015 | Relais mondiaux de l'IAAF      | Nassau   | 3e       | r. medley | 10 min 45 s 32 |

### Records
| Épreuve | Épreuve   | Performance   | Lieu       | Date            |
| ------- | --------- | ------------- | ---------- | --------------- |
| 1 500 m | Plein air | 4 min 08 s 79 | Szczecin   | 7 juin 2014     |
| 1 500 m | Salle     | 4 min 09 s 01 | Birmingham | 15 février 2014 |